# National Liberian Women's Social and Political Movement
National Liberian Women's Social and Political Movement var en kvinnoförening i Liberia, grundad 1920.
Det var Liberias första stora kvinnoförening. Den grundades av Maude A. Morris. Syftet var att verka för kvinnors rättigheter, specifikt kvinnors rösträtt och valbarhet. Den hade ingen framgång, då president Charles D. B. King ogillade "amerikanisering" av liberianska kvinnor.